# Oresbius tibialis
Oresbius tibialis là một loài tò vò trong họ Ichneumonidae.